# Campeonato Europeu de Ciclismo em Pista de 2015
O VI Campeonato Europeu de Ciclismo em Pista celebrou-se em Grenchen (Suíça) entre 14 e 18 de outubro de 2015 baixo a organização da União Europeia de Ciclismo (UEC) e a Federação Suíça de Ciclismo "Swiss Cycling".
As competições realizaram-se no Velódromo Suíça da cidade helvética. Foram disputadas 21 provas, 11 masculinas e 10 femininas.

## Medalhistas

### Masculino
| Evento                          | Ouro | Prata                                                                        | Bronze |
| ------------------------------- | --- | ---------------------------------------------------------------------------- | --- |
| Velocidade individual (16.10)   | Jeffrey Hoogland · Países Baixos                                                                                          | Max Niederlag · Alemanha                                                     | Damian Zieliński · Polónia                                                                                             |
| Velocidade por equipas (15.10)  | Países Baixos · Nils van 't Hoenderdaal · Jeffrey Hoogland · Hugo Haak · 43,232                                           | Polónia · Grzegorz Drejgier · Rafał Sarnecki · Krzysztof Maksel · 43,358     | Alemanha · Robert Förstemann · Max Niederlag · Joachim Eilers · Maximilian Levy · 43,210                               |
| Perseguição individual (17.10)  | Stefan Küng · Suíça · 4:14,992                                                                                            | Domenic Weinstein · Alemanha · 4:17,775                                      | Dion Beukeboom · Países Baixos · 4:21,669                                                                              |
| Perseguição por equipas (15.10) | Reino Unido · Jonathan Dibben · Owain Doull · Andrew Tennant · Bradley Wiggins · Steven Burke · Matthew Gibson · 3:55,243 | Suíça · Silvan Dillier · Stefan Küng · Frank Pasche · Théry Schir · 3:57,245 | Dinamarca · Lasse Norman Hansen · Daniel Hartvig · Casper Pedersen · Rasmus Quaade · Mathias Møller Nielsen · 3:57,930 |
| 1 km contrarrelógio (17.10)     | Jeffrey Hoogland · Países Baixos · 1:00,350                                                                               | Joachim Eilers · Alemanha · 1:00,569                                         | Robin Wagner · Chéquia · 1:01,057                                                                                      |
| Carreira por pontos (16.10)     | Wojciech Pszczolarski · Polónia · 24 pts.                                                                                 | Benjamin Thomas · França · 21 pts.                                           | Claudio Imhof · Suíça · 19 pts.                                                                                        |
| Scratch (15.10)                 | Sebastián Mora Vedri · Espanha                                                                                            | Tristan Marguet · Suíça                                                      | Adrian Tekliński · Polónia                                                                                             |
| Keirin (18.10)                  | Pavel Kelemen · Chéquia                                                                                                   | François Pervis · França                                                     | Denis Dmitriyev · Rússia                                                                                               |
| Madison (18.10)                 | Sebastián Mora Vedri · Albert Torres Barceló · Espanha · 12 pts.                                                          | Mijail Radionov · Andrei Sazanov · Rússia · 0 pts.                           | Morgan Kneisky · Bryan Coquard · França · 24 (-1) pts.                                                                 |
| Eliminação (17.10)              | Bryan Coquard · França | Simone Consonni · Itália                                                     | Christopher Latham · Reino Unido                                                                                       |
| Omnium (17.10)                  | Elia Viviani · Itália · 191 pts.                                                                                          | Lasse Norman Hansen · Dinamarca · 191 pts.                                   | Jonathan Dibben · Reino Unido · 188 pts.                                                                               |

### Feminino
| Evento                          | Ouro | Prata | Bronze                                                                                                   |
| ------------------------------- | --- | --- | --- |
| Velocidade individual (16.10)   | Elis Ligtlee · Países Baixos                                                                                | Anastasia Voinova · Rússia | Kristina Vogel · Alemanha                                                                                |
| Velocidade por equipas (15.10)  | Rússia · Daria Shmeleva · Anastasia Voinova · 32,443                                                        | Alemanha · Miriam Welte · Kristina Vogel · 33,013                                                                                        | Países Baixos · Laurine van Riessen · Elis Ligtlee · 33,091                                              |
| Perseguição individual (18.10)  | Katie Archibald · Reino Unido · 3:32,832                                                                    | Élise Delzenne · França · 3:37,331 | Ciara Horne · Reino Unido · 3:35,288                                                                     |
| Perseguição por equipas (15.10) | Reino Unido · Laura Trott · Katie Archibald · Elinor Barker · Joanna Rowsell-Shand · Ciara Horne · 4:17,010 | Rússia · Gulnaz Badykova · Tamara Balabolina · Alexandra Chekina · Mariya Savitskaya · Yevgueniya Romaniuta · Alexandra Goncharova · ALC | Bielorrússia · Katsiaryna Piatrouskaya · Polina Pivavarava · Ina Savenka · Marina Shmayankova · 4:32,595 |
| 500 m contrarrelógio (17.10)    | Anastasia Voinova · Rússia · 32,749 RM}}                                                                    | Elis Ligtlee · Países Baixos · 33,561 | Daria Shmeleva · Rússia · 33,842                                                                         |
| Carreira por pontos (15.10)     | Katarzyna Pawłowska · Polónia · 46 pts.                                                                     | Élise Delzenne · França · 35 pts. | Stephanie Pohl · Alemanha · 32 pts.                                                                      |
| Scratch (16.10)                 | Laura Trott · Reino Unido                                                                                   | Kirsten Wild · Países Baixos | Roxane Fournier · França                                                                                 |
| Keirin (18.10)                  | Elis Ligtlee · Países Baixos                                                                                | Virginie Cueff · França | Yekaterina Gnidenko · Rússia                                                                             |
| Eliminação (18.10)              | Katie Archibald · Reino Unido                                                                               | Annalisa Cucinotta · Itália | Irene Usabiaga Balerdi · Espanha                                                                         |
| Omnium (18.10)                  | Laura Trott · Reino Unido · 231 pts.                                                                        | Amalie Dideriksen · Dinamarca · 195 pts.                                                                                                 | Aušrinė Trebaitė · Lituânia · 185 pts.                                                                   |

## Medalheiro
| Ordem | País          | Medalha de ouro | Medalha de prata | Medalha de bronze | Total |
| ----- | ------------- | --------------- | ---------------- | ----------------- | ----- |
| 1     | Reino Unido   | 6               | 0                | 3                 | 9     |
| 2     | Países Baixos | 5               | 2                | 2                 | 9     |
| 3     | Rússia        | 2               | 3                | 3                 | 8     |
| 4     | Polónia       | 2               | 1                | 2                 | 5     |
| 5     | Espanha       | 2               | 0                | 1                 | 3     |
| 6     | França        | 1               | 5                | 2                 | 8     |
| 7     | Suíça         | 1               | 2                | 1                 | 4     |
| 8     | Itália        | 1               | 2                | 0                 | 3     |
| 9     | Chéquia       | 1               | 0                | 1                 | 2     |
| 10    | Alemanha      | 0               | 4                | 3                 | 7     |
| 11    | Dinamarca     | 0               | 2                | 1                 | 3     |
| 12    | Bielorrússia  | 0               | 0                | 1                 | 1     |
| 12    | Lituânia      | 0               | 0                | 1                 | 1     |
|       | TOTAL         | 21              | 21               | 21                | 63    |